# Долно Конско
Долно Конско (на македонска литературна норма: Долно Коњско) е село в Община Охрид на Северна Македония.

## География
Селото е разположено на източния бряг на Охридското езеро, южно от град Охрид по пътя за манастира „Свети Наум“.

## История
В „Етнография на вилаетите Адрианопол, Монастир и Салоника“, издадена в Константинопол в 1878 година и отразяваща статистиката на населението от 1873 година, Конско е посочено като село с 40 домакинства със 116 жители българи.
Според статистиката на Васил Кънчов („Македония. Етнография и статистика“) към 1900 година в Койнско живеят 360 българи-християни.
В началото на XX век цялото население на Конско е под върховенството на Българската екзархия. По данни на секретаря на екзархията Димитър Мишев („La Macédoine et sa Population Chrétienne“) в 1905 година в селото има 360 българи екзархисти.
Според преброяването от 2002 година Долно Конско има 551 жители северномакедонци.
| Националност     | Всичко |
| северномакедонци | 551    |
| албанци          | 0      |
| турци            | 0      |
| роми             | 0      |
| власи            | 0      |
| сърби            | 0      |
| бошняци          | 0      |
| други            | 0      |

На 21 юли 2007 година е поставен темелният камък на църквата „Света Неделя“.